# Corybas ekuamensis
Corybas ekuamensis là một loài thực vật có hoa trong họ Lan. Loài này được P.Royen mô tả khoa học đầu tiên năm 1983.